# Omalacantha
Omalacantha is een geslacht van kreeftachtigen uit de klasse van de Malacostraca (hogere kreeftachtigen).

## Soorten
- Omalacantha antillensis (Rathbun, 1901)
- Omalacantha bicornuta (Latreille, 1825)
- Omalacantha garthi (Lemos de Castro, 1953)
- Omalacantha interrupta (Rathbun, 1920)